# Pháp Thuận
Pháp Thuận (chữ Hán: 法順, 914-990) tên thật là Đỗ Pháp Thuận (杜法順), là thiền sư đời thứ 10, dòng Tỳ-ni-đa-lưu-chi. Sư trụ trì ở Chùa Cổ Sơn, làng Thừ, quận Ải. Không biết ông là người ở đâu. Sư họ Đỗ, học rộng, thơ hay, có tài giúp vua, hiểu rõ việc nước. Nhỏ đã xuất gia, thờ Thiền sư Phù Trì chùa Long Thọ làm thầy. Sau khi đắc pháp, sư nói ra lời nào cũng phù hợp với sấm ngữ.
Đang vào lúc nhà Tiền Lê dựng nghiệp, trù kế hoạch định sách lược, sư tham dự đắc lực. Đến khi thiên hạ thái bình, sư không nhận phong thưởng. Vua Lê Đại Hành càng thêm kính trọng, thường không gọi tên, chỉ gọi Đỗ Pháp sư và đem việc soạn thảo văn thư giao phó cho sư.

## Trang thơ

### Vịnh ngỗng
Năm Thiên Phúc thứ 7 (987) người Tống là Lý Giác sang sứ, vua Lê Đại Hành sai Sư cải trang làm kẻ lái đò để theo dõi hành động của y. Gặp khi có hai con ngỗng bơi trên sông, Lý Giác ngâm chơi rằng:
Song song ngỗng một đôi,
Ngửa mặt ngó ven trời.
Sư Pháp Thuận khi này đang là anh lái thuyền cầm chèo, ngâm tiếp:
Lông trắng phơi dòng biếc,
Sóng xanh chân hồng bơi

Bốn câu thơ xướng họa trên thực chất đều được mượn ý từ một bài thơ Trung Quốc thời Sơ Đường, bài Vịnh nga của Lạc Tân Vương:
"Nga nga nga
Khúc hạng hướng thiên ca
Bạch mao phù lục thủy
Hồng chưởng bát thanh ba"
(Cạp cạp cạp
Cổ cong hướng lên trời mà hát
Lông trắng nổi trên mặt nước xanh
Chân hồng bơi đạp tạo sóng trong)
Lý Giác do đó thán phục trước kiến thức về thơ, tài ứng thơ, đối đáp của người lái đò. Bài thơ "Nga nga lưỡng nga nga", không phải là của thiền sư. Hai câu đầu là của Lý Giác, hai câu sau do ông hoạ theo, do học rộng hiểu nhiều lấy từ điển cố văn học của Trung Quốc. Bài thơ là một tuyệt phẩm mà các bực thức giả khen là "thi trung hữu hoạ" trong thơ có hoạ, thơ vẽ nên một hoạ phẩm.

### Quốc tộ
Quốc tộ (vận nước) là bài thơ nổi tiếng của thiền sư Pháp Thuận, được đưa vào chương trình giảng dạy ngữ văn 10 trung học phổ thông. Hiện nay đã có khá nhiều nhà nghiên cứu lịch sử, văn hóa, văn học, ngôn ngữ đã nhất trí với nhận định: "bài thơ Quốc tộ là tác phẩm mở đầu cho dòng văn học Viết Việt Nam" . Hoàn cảnh ra đời bài thơ gắn với một giai thoại, có lần Vua Lê Đại Hành đem vận nước dài ngắn hỏi nhà Sư, người đáp: 
Quốc tộ như đằng lạc
Nam thiên lý thái bình
Vô vi cư đạo các
Xứ xứ tức đao binh.
Dịch nghĩa:
Vận nước như dây mây leo quấn quýt,
Ở cõi trời Nam [mở ra] cảnh thái bình.
Vô vi ở nơi cung điện,
[Thì] khắp mọi nơi đều tắt hết đao binh.
Vua Lê Đại Hành hỏi về vận nước, làm thế nào để cho vận mệnh quốc gia được dài lâu? Thiền sư trả lời: Vận nước như mây quấn. Ta phải giữ gìn đất nước nầy như thế quấn của dây mây, một sợi mây tuy có dẻo dai nhưng vẫn dễ đứt, dễ gãy nếu ta biết cách bẻ, còn nhiều dây mây quấn lại thành bó khó có sức mạnh nào bẻ gãy. Trăm họ hướng về Vua với một lòng tôn kính, vua lấy ý nguyện của dân làm ý nguyện của mình, nỗi khổ của dân cũng là nỗi khổ của mình. Tìm cách hoá giải những xung đột nội bộ của một quốc gia. Liên kết nhân tâm lại với nhau như những dây mây riêng lẻ thành một bó mây. Thiền sư khẳng định: Muốn cho đất nước được yên bình, Vua phải biết cách áp dụng phương pháp, hay là nguyên lý tu dưỡng vô vi nơi triều đình của mình. Vua là thiên tử - con trời - theo quan niệm phong kiến. Vua tượng trưng cho quyền lực, sức mạnh của một thể chế, đế chế. Vua là tối tôn đứng trên thầy và cả người cha sinh ra mình Quân-Sư-Phụ, vậy mà kinh Phật nhắc nhở cẩn thận không kiêu ngạo.
Bài thơ Vận Nước của Thiền sư Pháp Thuận nếu kết hợp với bài thơ Thần "nước Nam sông núi", có một vị thế hết sức quan trọng không chỉ trong lịch sử văn học mà cả trong lịch sử tư tưởng chính trị và Phật giáo Việt Nam. Nó đã thành công khi đề xuất được hệ thống tư tưởng chính trị hoàn chỉnh để định hướng cho sự phát triển của một hệ thống chính quyền làm chủ đất nước vừa thỏa mãn yêu cầu bảo vệ chủ quyền quốc gia vừa đáp ứng nguyện vọng của người dân. Kho tàng văn học Việt Nam vẫn còn lưu giữ được những bài thơ chứa đựng được tư tưởng chính trị của Phật giáo Việt Nam như bài Quốc tộ.

## Di sản

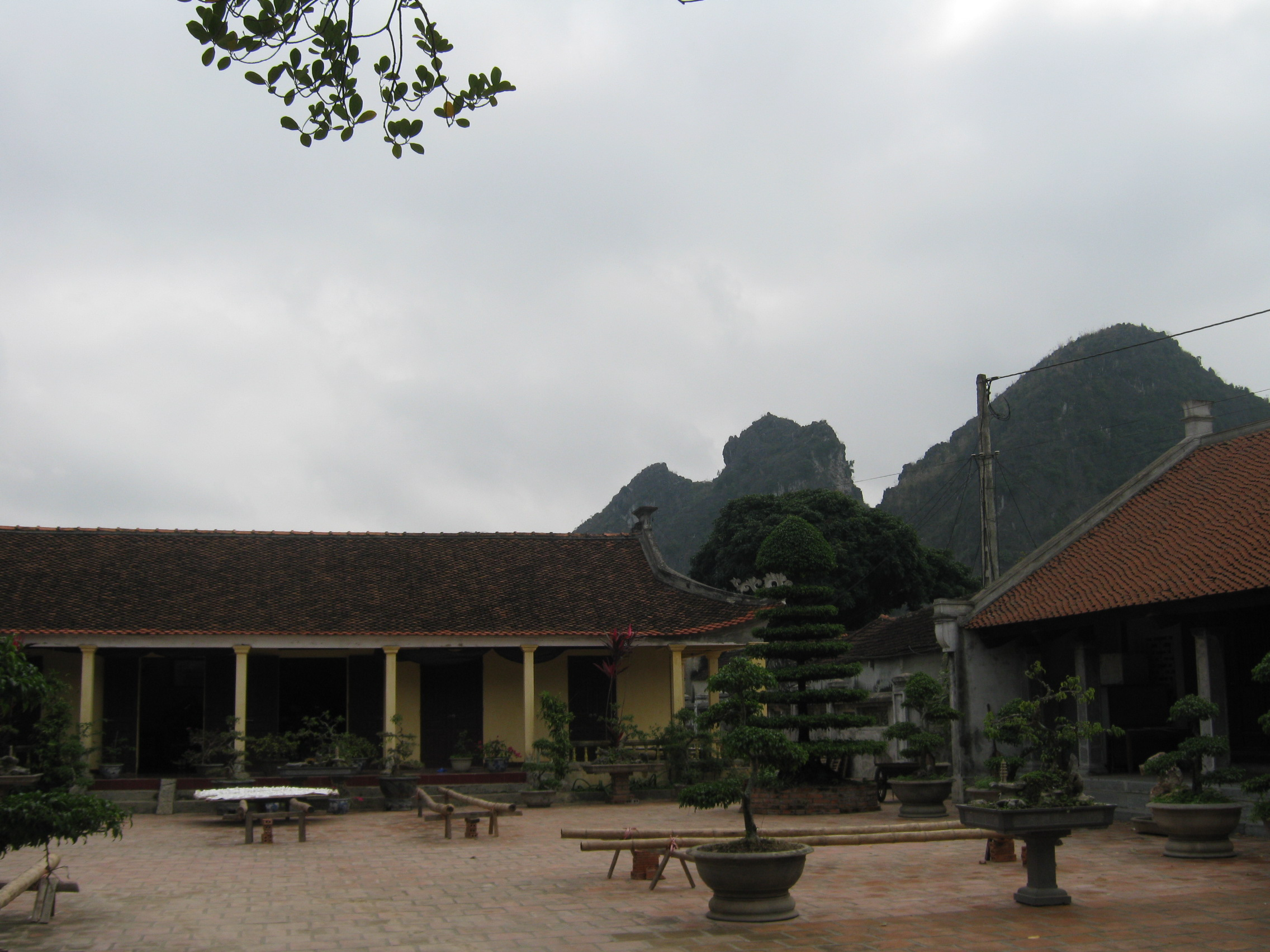
Chùa Nhất Trụ ở Cố đô Hoa Lư là nơi thờ các thiền sư Pháp Thuận và Khuông Việt

Năm Hưng Thống thứ 2 (990) sư tịch, thọ 76 tuổi. Sư thường viết Bồ tát hiệu sám hối văn 1 quyển. Tác phẩm của Sư được lưu hành ở đời có:
- Bồ-tát Hiệu Sám Hối Văn
- Thơ tiếp Lý Giác
- Một bài kệ.

Sư Pháp Thuận cùng với 2 quốc sư Khuông Việt và Minh Không được thờ ở nhiều chùa cổ trong quần thể di tích cố đô Hoa Lư như động Am Tiên, chùa Bà Ngô, chùa Nhất Trụ. Vào đêm 15/1 âm lịch hàng năm tại chùa Nhất Trụ, người dân cố đô Hoa Lư thường tổ chức vịnh thơ để đón tết nguyên tiêu.
Làng Lạng hay còn gọi là làng Ngoại Lãng thuộc xã Song Lãng, huyện Vũ Thư, cách thành phố Thái Bình khoảng 10km. Làng thờ Đỗ Pháp Thuận Giang Sứ thiền sư, ông sống vào thời Lê Hoàn (980 – 1005) làm Thành hoàng làng.
Ở Thành phố Hồ Chí Minh hiện nay có đường Đỗ Pháp Thuận, nằm trên địa bàn quận 2.